# Élections municipales botswanaises de 2019
Les élections municipales botswanaises de 2019 ont lieu le 23 octobre 2019 au Botswana.